# Харламов, Гарик
Га́рик «Бульдо́г» Харла́мов (настоящее имя — Игорь Ю́рьевич Харла́мов; род. 28 февраля 1981, Москва, СССР) — российский актёр кино, телевидения, озвучивания и дубляжа, сценарист, продюсер, юморист, телеведущий, певец, шоумен и ютубер. Резидент, соведущий и креативный продюсер телепроекта Comedy Club, соведущий интернет-шоу «Ошуительное Хоу» и вокалист группы «Купание обезьяны в тёплой воде».
В прошлом — участник команд КВН «Сборная Москвы „МАМИ“» и «Незолотая молодёжь», ведущий реалити-шоу «Офис», программы «Три обезьяны», юмористических проектов «Бульдог-шоу» и «ХБ», а также интернет-шоу «КСТАТИ».

## Биография

### Ранние годы
Родился 28 февраля 1981 года в Москве. В качестве даты рождения часто указывается 29 февраля 1980 года, однако в одном из интервью Гарик назвал это ошибкой.

Отец — Юрий Харламов; мать — Наталья Игоревна. 
При рождении был назван Андреем, но в три месяца ему поменяли имя на Игоря в память об умершем дедушке.
В 1990-е годы, когда Харламов был ещё подростком, отец ушёл к другой женщине, а родители развелись. Юрий эмигрировал в США и забрал сына с собой. В 14 лет в Чикаго Харламов прошёл отбор в «Харендт» — школу и театр. В группе он был единственным русским. Его учителем был актёр Билли Зейн. Харламов подрабатывал продажей сотовых телефонов, а также кассиром в ресторане «McDonald’s».
В 1999 году после того, как его мать родила сестёр-близнецов Екатерину и Алину, Гарик вернулся в Москву. Он с двоюродным братом Иваном Овсянниковым ходил по вагонам метро, пел песни под гитару и рассказывал анекдоты на Арбате.
Окончил Государственный университет управления по специальности «Управление персоналом».

### Личная жизнь
Первая жена (брак продлился с 4 сентября 2010 по март 2013 года, разъехались в конце 2012 года) — Юлия Харламова (Лещенко; род. 1984), бывший менеджер одного из ночных клубов Москвы.
Вторая жена (2013—2020) — Кристина Асмус (род. 1988), российская актриса. В браке родилась дочь Анастасия Харламова (род. 5 января 2014). Крёстным отцом Анастасии является юморист Тимур Батрутдинов.
Третья жена (с 6 июня 2024 года) — Екатерина Ковальчук (род. 1993), российская актриса театра и кино с которой встречался с 2021 года. Роман начался во время съёмок телесериала Гусар. 6 мая 2024 года Игорь сделал Екатерине предложение, сняв видеоролик со счастливой избранницей с красивым кольцом на безымянном пальце. Пара скромно поженилась 6 июня 2024 года. 7 августа состоялась пышная свадьба в кругу близких друзей и родных.

## Карьера
Был фронтменом команд КВН «Сборная Москвы „МАМИ“» и «Незолотая молодёжь» (Москва), выступавших в Высшей лиге КВН.
В 2004—2005 годах работал на телеканале «Муз-ТВ», где вёл передачи «Три обезьяны» и «Натуральный обмен». Был ведущим реалити-шоу «Офис» на телеканале «ТНТ». В 2005 году являлся членом актёрской труппы юмористического шоу «В субботу вечером» на телеканале «СТС».
В дальнейшем Харламов получил известность в качестве участника комедийного шоу «Comedy Club», где выступал в дуэте с Тимуром Батрутдиновым в период с 23 апреля 2005 по сентябрь 2009 года, затем вернулся в программу в 297 выпуске (21 октября 2011 года). Весной 2015 года заменил Гарика Мартиросяна на посту соведущего программы, а с 29 июля 2024 года стал также креативным продюсером проекта.
Одновременно принял участие в создании художественных фильмов в жанрах комедии и пародии, таких, как «Самый лучший фильм», «Самый лучший фильм 2» и «Самый лучший фильм 3-ДЭ», но кассовые сборы первого фильма, взлетев на первой неделе проката, резко упали на второй, тем самым поставив своеобразный рекорд падения.
Участвовал с Настей Каменских в передаче «Две звезды» в 2008 году.
6 июня 2010 года на телеканале «НТВ» состоялась премьера юмористического проекта «Бульдог-шоу». Программа была снята с эфира уже в июле по причине низких рейтингов и из-за занятости Харламова в съёмках «Самого лучшего фильма 3-ДЭ». Планировалось, что программа переедет на канал «ТНТ» и вернётся в эфир в течение 2011 года и будет называться «Самое лучшее шоу», однако проект остался нереализованным.
3 декабря 2010 года вновь выступил в КВН после двух лет перерыва (Открытый Кубок КВН СНГ, сборная России). До этого участвовал в спецпроекте КВН в 2008 году в составе сборной Москвы.
19 апреля 2013 года в эфир на канале «ТНТ» вышло комедийное шоу «ХБ» с участием Харламова и Тимура Батрутдинова (1 сезон, 19 выпусков).
Болельщик футбольного клуба ЦСКА.
В 2016 году стал лауреатом премии журнала «ОК!» в номинации «Главный герой — ТВ».
В 2019 году снялся в клипе певицы Глюкозы на песню «Танцевач».
В 2022 году принял участие в шоу «Аватар» в образе Емели и был рассекречен в первом выпуске (выпуск от 3 сентября 2022 года).
В мае 2023 года стал одним из ведущих шоу «КСТАТИ», которое выходит в социальный сети «ВКонтакте» совместно с Денисом Дороховым и Азаматом Мусагалиевым. Также работает в группе «Купание обезьяны в тёплой воде» в качестве вокалиста.
С 29 июля 2024 года — креативный продюсер «Comedy Club».

## Фильмография

### Актёр
- 1998 — Приключения солдата Ивана Чонкина — Наездник Алексей
- 2003 — Саша+Маша — ведущий игры в «лото»
- 2004 — Подари мне счастье — Гарик
- 2005 — Тронутые — Виталий Купро
- 2005 — Моя прекрасная няня — Стас, журналист жёлтой газеты (78 серия «Весёлый вдовец»)
- 2006 — Большие девочки — телеведущий (28 серия «Телемания»)
- 2007 — Шекспиру и не снилось — Егозей Фофанов, гусар-ловелас, был влюблён в Лизон.
- 2007 — Приключения солдата Ивана Чонкина — Лёха Жаров, парень на коне
- 2007 — Клуб — арбитр в споре Данилы, Вика и Кости (камео)
- 2008 — Новогодняя ночь на Первом канале — итальянский режиссёр Антонио Резотто
- 2008 — Самый лучший фильм — Вадим (Вадик) Вольнов / Григорий, отец Вадика
- 2009 — Артефакт — ругающийся
- 2009 — Самый лучший фильм 2 — Моряк
- 2011 — Самый лучший фильм 3-ДЭ — Максим Утёсов, режиссёр-любитель
- 2012 — Большая ржака! — читает текст за кадром
- 2012 — Ералаш — А. Э. Спокойный, невропатолог (выпуск № 266 "Бессонница)[29]
- 2012 — С новым годом, мамы! — Гоша
- 2013 — Друзья друзей — Макс
- 2013 — ХБ — в роли самого себя
- 2014 — Универ. Новая общага — камео
- 2014 — Мамы 3 — Гоша
- 2014 — Лёгок на помине — Павел Николаевич Басов, риэлтор
- 2015 — Интерны — камео
- 2016 — 30 свиданий — мент Моторин
- 2017 — Призрак Опера (не закончен) — Паша «Ветерок»
- 2018 — Ералаш — Кирилл, папа Маши (выпуск № 332 «Новогоднее чудо»)[30]
- 2018 — Zомбоящик — сапёр № 2 / Пьеро / Андрей Болконский
- 2019 — Эдуард Суровый. Слёзы Брайтона — Эдуард Серафимович Суровый, бард-самоучка / Гарик Харламов (камео)
- 2020 — Гусар — поручик лейб-гвардии гусарского полка Григорий Савельевич Рыльский, предок Кати / Сергей Васильевич Васильев, генерал-майор, отец Кати
- 2020 — Зона комфорта — Ярослав Костров
- 2021 — Бендер: Начало — Валиадис, хозяин кафе Шантан
- 2022 — Окнутый — тренер
- 2023 — О чём говорят мужчины. Простые удовольствия — камео
- 2023 — Тёща — Виктор (зять)
- 2024 — Небриллиантовая рука — камео

### Озвучивание
- 2012 — Алиса знает, что делать! — Ридик
- 2015 — Снежная королева 2: Перезаморозка — генерал Аррог
- 2016 — Богатырша — правая голова Змея Горыныча
- 2016 — Смешарики. Легенда о золотом драконе — вождь / рассказчик[31]
- 2017 — Колобанга. Привет, Интернет! — сыщик
- 2021 — Последний богатырь: Корень зла — Колобок
- 2021 — Последний богатырь: Посланник тьмы — Колобок
- 2021 — Ну, погоди! Каникулы — Волк[32][33]
- 2024 — Простоквашино — сам себя (126 серия «Бульдог»)
- 2024 — Возвращение попугая Кеши — попугай Кеша[34]
- 2024 — Домовёнок Кузя — Нафаня

### Дубляж
- 2014 — Лего. Фильм — Железная Борода[35]
- 2014 — Дороти из страны Оз — «шут» Джестер[36]
- 2015 — Переполох в джунглях[англ.] — енот Ману[37]
- 2017 — Субурбикон — Гарднер Лодж (Мэтт Деймон)[38]
- 2018 — Псы под прикрытием — пёс Макс[39]
- 2019 — Тайная жизнь домашних животных 2 — директор цирка Серж[40]
- 2022 — Приключения царя — рассказчик[41]
- 2023 — Кентервильское привидение — сэр Саймон де Кентервиль[42]
- 2024 — Шпион на всю голову — Питер (Кевин Спейси)[43]

## Дискография
- 2007 — Punishment
- 2008 — Косово (single)
- 2008 — The Two
- 2009 — Unplugged In ctkzt
- 2009 — Комар Евгений (single)
- 2009 — Безумно дивные три буквы (single)
- 2009 — Russia Yesterday (special edition)
- 2009 — Russia Yesterday (bonus disc)
- 2011 — Моя бабушка курит трубку
- 2019 — И поэтому всё так произошло… (Эдуард Суровый)

## Телевидение
- В 2004 году принял участие в телеигре «Угадай мелодию» вместе с Гариком Мартиросяном и Полиной Сибагатуллиной выиграл 3 тура, однако в суперигре проиграл 19 149 рублей.
- В 2007 году принял участие в телешоу «Две звезды» вместе с Настей Каменских.
- В 2010 году озвучил программу «Выжить вместе» на канале Discovery Russia совместно с Тимуром Батрутдиновым.
- В 2011 году принял участие в программе «Пусть говорят», выпуске «Аффтар жжот».
- Принимал участие в шоу канала «ТНТ» — «Импровизация», «Где логика?» и «Студия Союз».

## Съёмки в рекламе
- Промсвязьбанк (2024)
- Участие в рекламной кампании «С ДР, ВБ!», посвящённой 20-летию Wildberries (октябрь 2024)

## Общественная позиция
6 февраля 2012 года был официально зарегистрирован как доверенное лицо кандидата в Президенты РФ и премьер-министра Владимира Путина.
В ходе президентских выборов 2018 года был доверенным лицом президента РФ Владимира Путина и членом инициативной группы, выдвинувшей его кандидатуру.
В 2022 году осудил вторжение российских войск на Украину. Несмотря на это, 19 октября 2022 года внесён в санкционный список Украины лиц, «которые публично призывают к агрессивной войне, оправдывают и признают законной вооружённую агрессию РФ против Украины, временную оккупацию территории Украины».